# Gmina Götene
Gmina Götene (szw. Götene kommun) – gmina w Szwecji, w regionie Västra Götaland, z siedzibą w Götene.
Pod względem zaludnienia Götene jest 173. gminą w Szwecji. Zamieszkuje ją 12 950 osób, z czego 49,14% to kobiety (6364) i 50,86% to mężczyźni (6586). W gminie zameldowanych jest 381 cudzoziemców. Na każdy kilometr kwadratowy przypada 31,83 mieszkańca. Pod względem wielkości gmina zajmuje 200. miejsce.